# Oujda-Angad
Oujda-Angad is een provincie in de Marokkaanse regio Oriental.
Oujda-Angad telt 477.100 inwoners op een oppervlakte van 18.715 km².

## Grootste plaatsen
| Plaats      | Inwoners (1994) | Inwoners (2011) |
| ----------- | --------------- | --------------- |
| Oujda       | 188.996         | 250.738         |
| Ahal Angad  | 14.634          | 16.494          |
| Isly        | 10.114          | 23.896          |
| Beni Khaled | 7.451           | 7.104           |
| Beni Drar   | 6.619           | 8.919           |
| Aïn Sefa    | 5.724           | 5.082           |
| Mestferki   | 5.505           | 4.832           |

Ben Slimane · Khouribga · Settat · El Jadida · Safi · Boulmane · Fez · Moulay Yacoub · Sefrou · Kénitra · Sidi Kacem · Casablanca · Médiouna · Mohammedia · Nouaceur · Assa-Zag · Guelmim · Tan-Tan · Tata · Boujdour · Es-Semara · Lâayoune · Al Haouz · Chichaoua · Essaouira · Kelâat Es-Sraghna · Marrakech · Al Ismaïlia · El Hajeb · Errachidia · Ifrane · Khénifra · Meknès · Berkane · Figuig · Jerada · Driouch · Nador · Oujda-Angad · Taourirt · Aousserd · Oued ed Dahab · Khémisset · Rabat · Salé · Skhirat-Témara · Agadir-Ida-Ou-Tanane · Inezgane-Aït Melloul · Chtouka-Aït Baha · Ouarzazate · Taroudant · Tiznit · Zagora · Azilal · Béni-Mellal · Chefchaouen · Fahs-Bni Mkada · Larache · Tanger-Asilah · Tétouan · Al Hoceima · Taounate · Taza